# Place Antonin-Poncet
Pour les articles homonymes, voir Antonin Poncet et Poncet.
La place Antonin-Poncet est une place située dans le 2e arrondissement de Lyon, en France. Jouxtant la place Bellecour, elle se trouve à la limite des quartiers de Bellecour et d'Ainay.

## Localisation
La place se trouve dans le 2e arrondissement de Lyon, sur la Presqu'île, entre la place Bellecour et le Rhône. 
De la place, on peut également accéder à la rue des Marronniers, petite rue piétonne célèbre pour ses nombreux bouchons.
La place se termine par des escaliers qui descendent jusqu’au bord du Rhône.

## Histoire et monuments

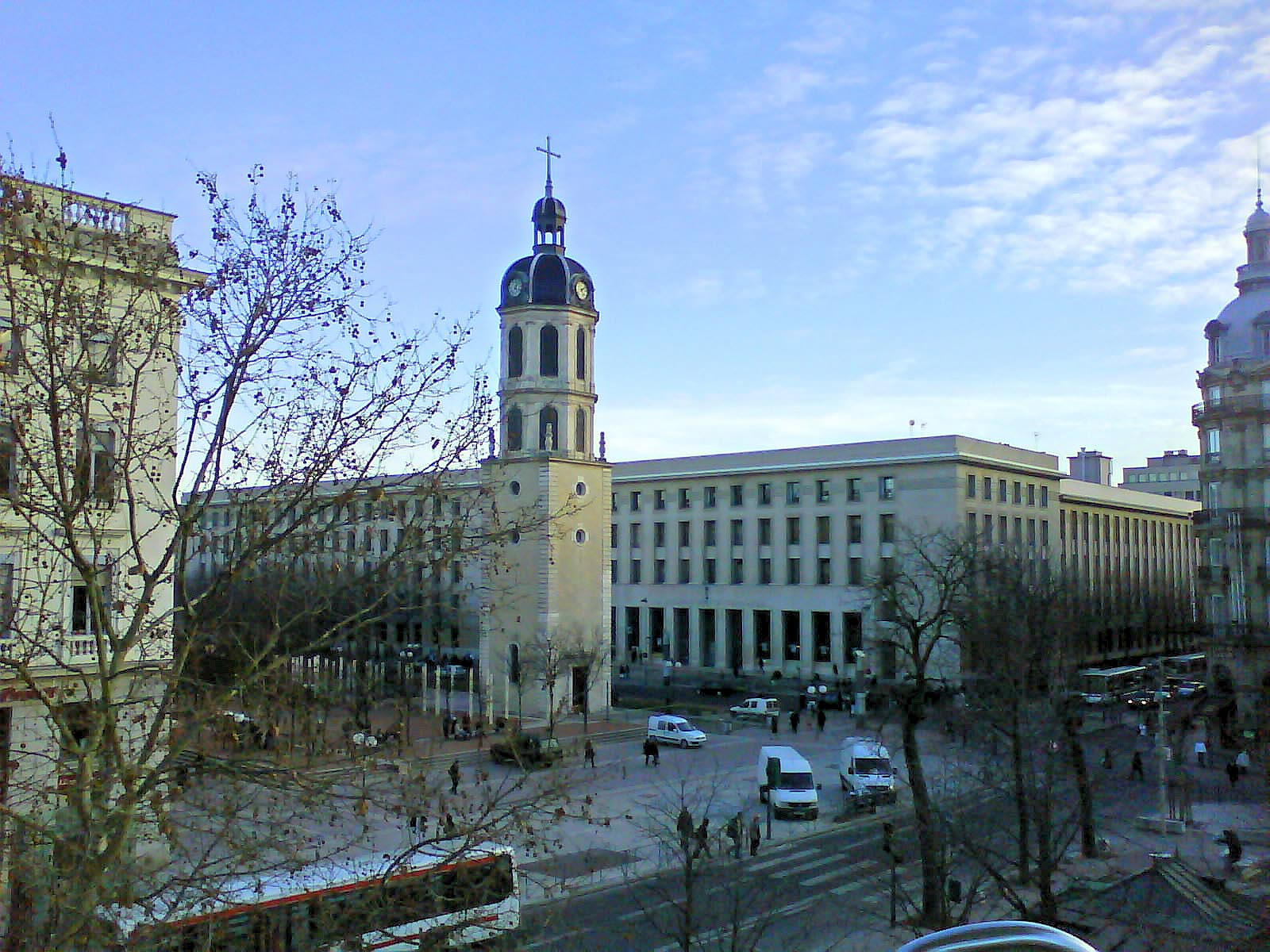
Le clocher de la charité et le mémorial arménien depuis la grande roue de la place Bellecour.

### Le clocher de la Charité
Sur la place Antonin-Poncet se trouve le clocher-tour de l'ancien hôpital de la Charité. L'hôpital, construit en 1622, a été détruit en 1934. Seul le clocher (construit en 1667) a été conservé. Il s'agissait à l'époque du deuxième plus grand hôpital de Lyon après l'Hôtel-Dieu.

### Le mémorial lyonnais du génocide arménien
Un monument en hommage aux victimes du génocide arménien est également installé sur la place. Composé de 36 stèles alignées, d'une hauteur de 3m46, il a été inauguré le 24 avril 2006.

### Odonymie
La place porte le nom du médecin lyonnais Antonin Poncet (1849-1913) (qui n'exerçait pas à l'hôpital de la Charité, mais à l’Hôtel-Dieu). Avant la délibération du conseil municipal du 29 décembre 1913, la place était dénommée place de la Charité.

### L’Hôtel-des-Postes
L’Hôtel-des-Postes, construit entre 1935 et 1938 sous la direction de l'architecte Michel Roux-Spitz, est orné d’une peinture murale de Louis Bouquet de 250 m2 qui évoque le « rayonnement mondial de Lyon grâce à l’échange et aux ondes ».

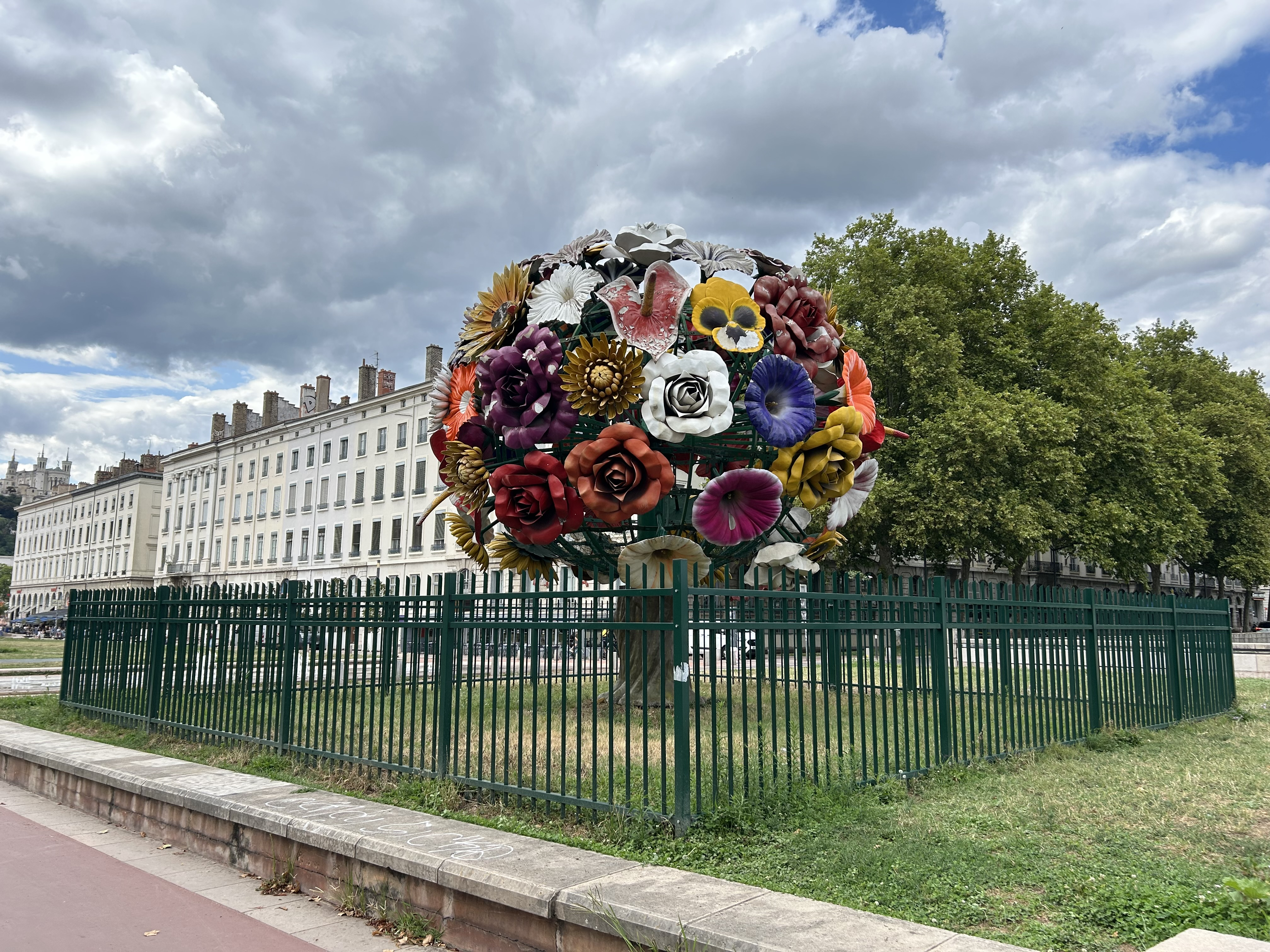
Le « Flower Tree » en 2025.

### Le «Flower Tree»
Sur le parvis situé au-dessus de l'axe nord-sud, se trouve  le Flower Tree, une œuvre d'art contemporain du coréen Choi Jeong Hwa. C'est un bouquet de fleurs géantes, le Flower Tree. D'abord exposée temporairement à cet emplacement en 2003, lors de la Biennale d'Art contemporain, elle a été achetée par la Ville de Lyon en 2006, pour la somme de 80 000 euros.

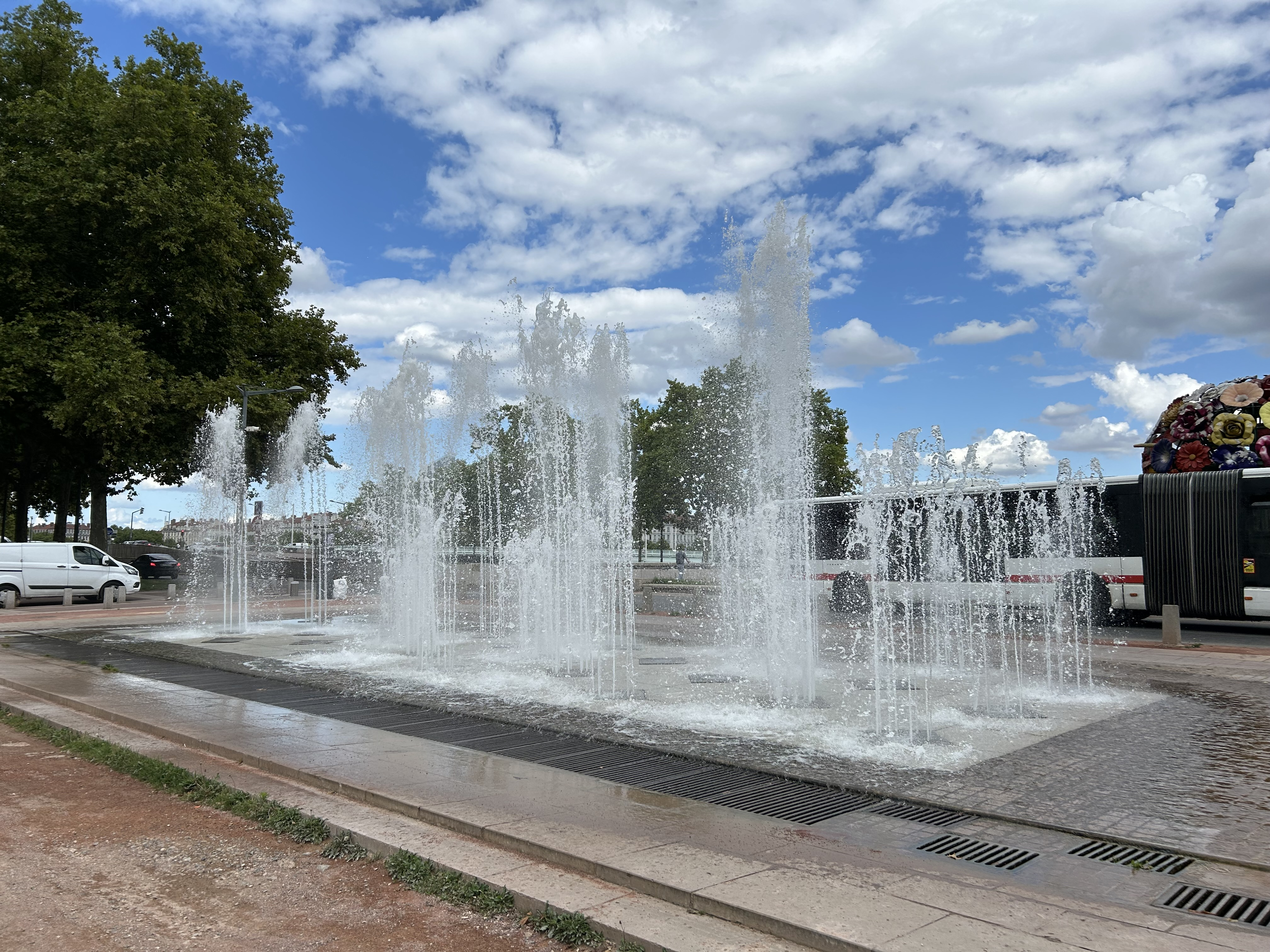
Les jets d’eau en 2025.

## Aménagement

### Aménagement actuel (1993)
L’aménagement actuel de la place, réalisé à l’occasion de la construction d’un parc à voitures souterrain, date de 1993. Il comprend quatre pelouses, une allée d’arbres côté sud, et des jets d’eau séparant la troisième de la quatrième pelouse en partant de la gauche.

### Réflexion sur un réaménagement (2018)
Cet agencement est cependant considéré comme ne répondant plus aux usages actuels de la place, avis ayant poussé l’association des « Amis de la place Antonin-Poncet » à solliciter en 2018 des étudiants en architecture pour imaginer un éventuel réaménagement de la place.

## Événements

### Grande roue (1999-2005)
Entre 1999 et 2005, une grande roue haute de 60 mètres est installée sur la place chaque hiver. 
En raison d'importants travaux liés à la réalisation du mémorial lyonnais du génocide arménien, elle a été déplacée depuis 2006 quelques mètres plus loin, sur la place Bellecour.

## Initiatives citoyennes

### Association des «Amis de la place Antonin-Poncet»
L’association des Amis de la place Antonin Poncet a été créée le 8 janvier 2016. 
Elle se donne pour objectif de valoriser le patrimoine et la beauté de la place pour valoriser sa qualité d’espace public d’exception, belle fenêtre sur la ville et symbole de l’Art de Vivre à Lyon.Elle agit dans un état d’esprit constructif et convivial pour protéger, entretenir et rendre la place plus attractive. L’association travaille de concert avec les pouvoirs publics. L’association rassemble un collectif citoyen de résidents, entreprises, commerçants et professions libérales établis sur la place ou à proximité, ainsi que tous les amoureux de cette place qui participe à l’identité de la ville de Lyon.

## Accessibilité
Ce site est desservi par la station de métro Bellecour.